# Synagoge (Dešenice)
Koordinaten: 49° 16′ 27″ N, 13° 10′ 16,6″ O
Die Synagoge in Dešenice (deutsch Deschenitz), einer Minderstadt im Okres Klatovy in Tschechien, wurde 1865/66 errichtet. Die profanierte Synagoge wird heute als Wohnhaus genutzt.

## Geschichte
Die Synagoge wurde an Stelle eines älteren jüdischen Bethauses errichtet und beherbergte auch eine jüdische Schule. Sie wurde bis in die 1930er Jahre genutzt. Nach dem Zweiten Weltkrieg wurde die ehemalige Synagoge zu einem Wohnhaus umgebaut.